# Viktorium
Viktorium putoranicum es una especie de araña araneomorfa de la familia Linyphiidae. Es el único miembro del género monotípico Viktorium.

## Distribución
Se encuentra en  Rusia.